# Еге
Еге (на старогръцки: Αἰγαὶ или Αἰγέαι) е античен град, първата столица на Древна Македония.
При археологически разкопки в края на трийсетте години на ΧΧ век край съвременното берско село Вергина е локализирана първата столица на антична Македония – Еге. В 1977 година във Вергина след археологически разкопки, водени от гръцкия археолог Манолис Андроникос, са открити царските гробници край Еге, където са погребвани членове на царското семейство, като една от гробниците се смята, че е на бащата на Александър III Македонски – Филип II Македонски. На същото място е намерен античният македонски символ – шестнадесетлъчево слънце, известно като Звездата от Вергина, и венците на Филип II Македонски и Меда от Одесос, с които са погребани - Вергинският златен дъбов венец и Вергинският златен миртов венец. В 1962 година комплексът е обявен за паметник на културата. Находките по-късно са изложени в Музея на Вергинските царски гробници.
След Еге столица на Древна Македония става Пела, но Еге остава „огнището“ на държавата и погребално място на царската династия. В Еге е трябвало да погребат Александър III Македонски след смъртта му, но по пътя към Еге траурният кортеж е пресрещнат и отклонен в посока Мемфис (Египет) от Птолемей I.
Останките от Еге са част от световното културно наследство на ЮНЕСКО, заедно с разкопките, включително царските гробници, построени край античния град. Некрополът съдържа голяма гробница и други важни гробници от македонския период и едни от най-ценните находки от пределинистическата култура.